# Энсдорф (Саар)
Энсдорф (нем. Ensdorf) — община в Германии, в земле Саар. Входит в состав района Зарлуи. Население составляет 6733 человека (на 31 декабря 2006 года). Занимает площадь 8,39 км².

## Население
| Год  | Численность |
| ---- | ----------- |
| 2010 | 6605        |

| Год  | Численность | Численность |
| ---- | ----------- | ----------- |
| 2017 | 6471        | [ 1 ]       |
| 2019 | 6443        | [ 4 ]       |
| 2021 | 6502        | [ 5 ]       |
| 2022 | 6594        | [ 6 ]       |
| 2023 | 6652        | [ 2 ]       |

## История
Находки каменных топоров доказывают, что на территории современной коммуны уже около 2000—1000 до н. э. жили или, по крайней мере, останавливались люди. Первое упоминание Энсдорфа датировано 11 апрелем 1179 года.

## Фотографии

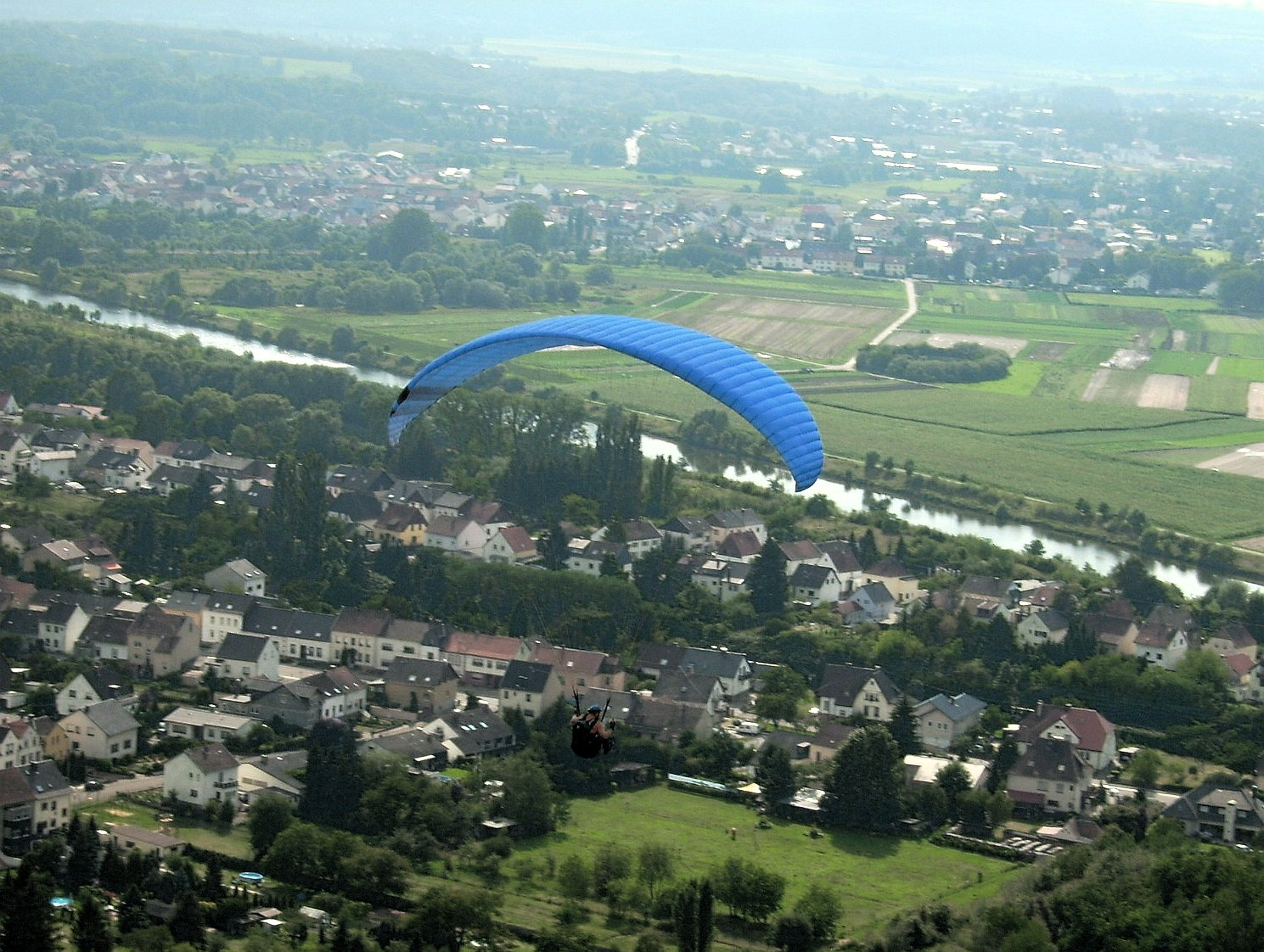
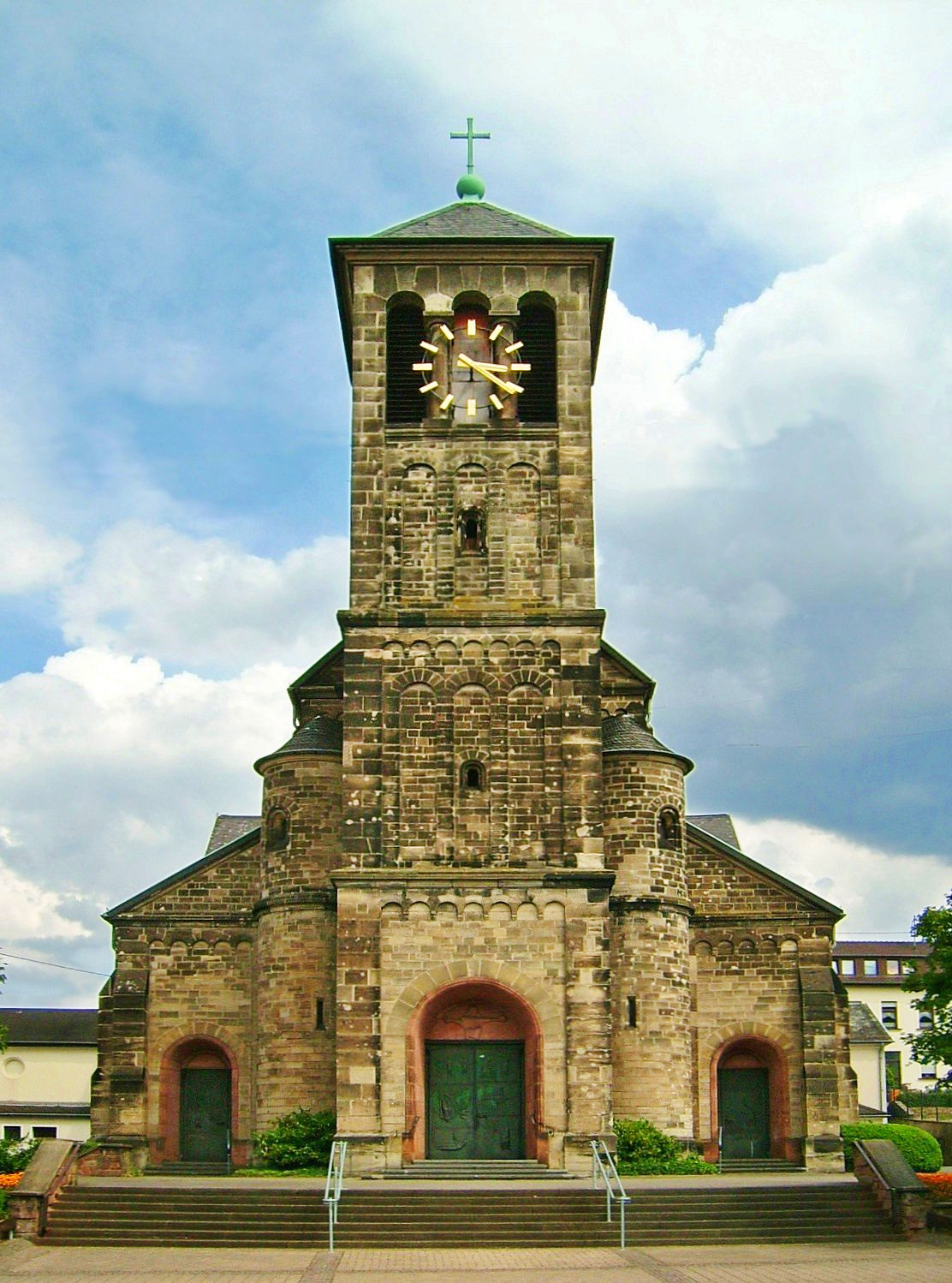
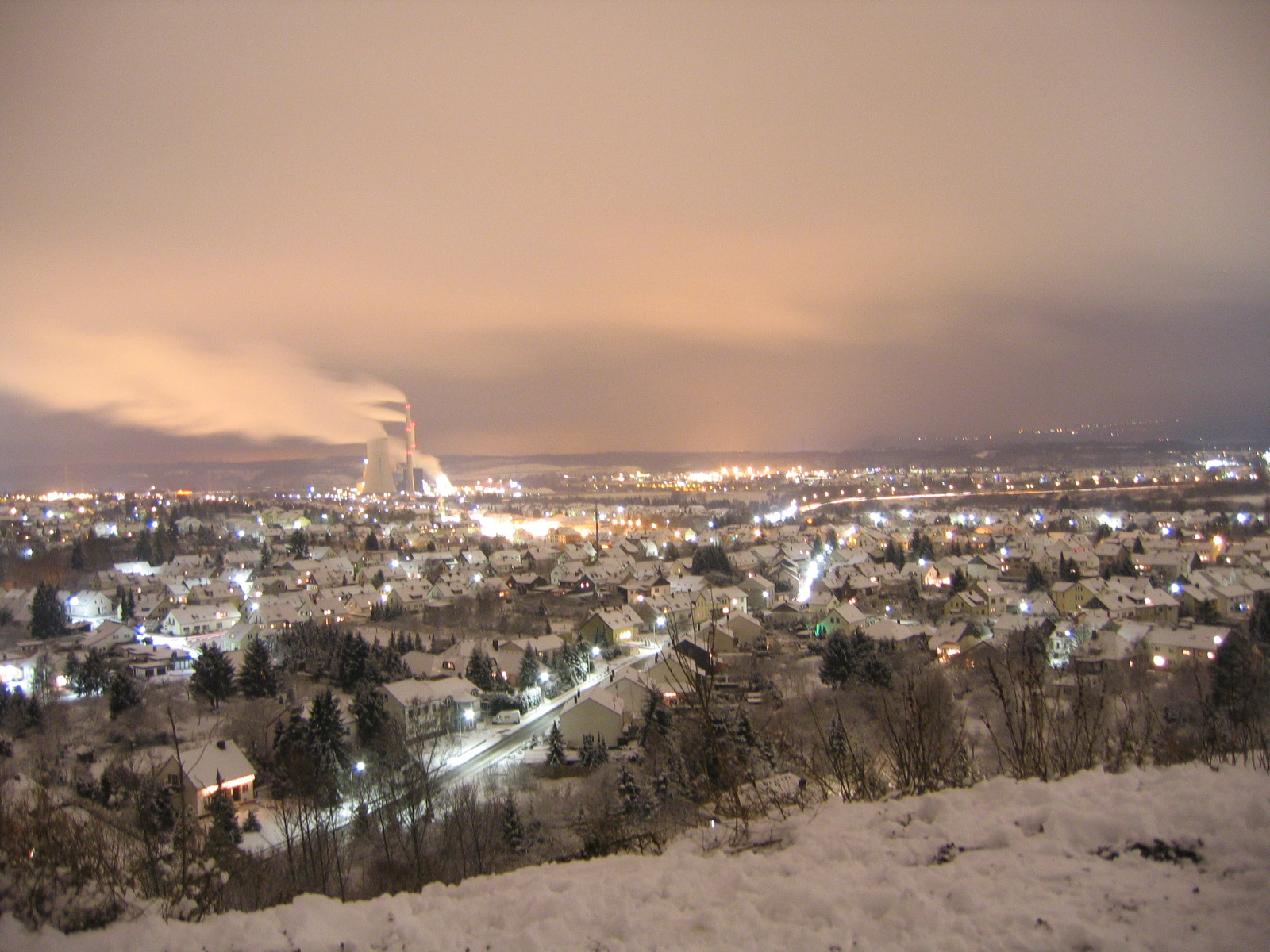